# Bernhard Bogedain

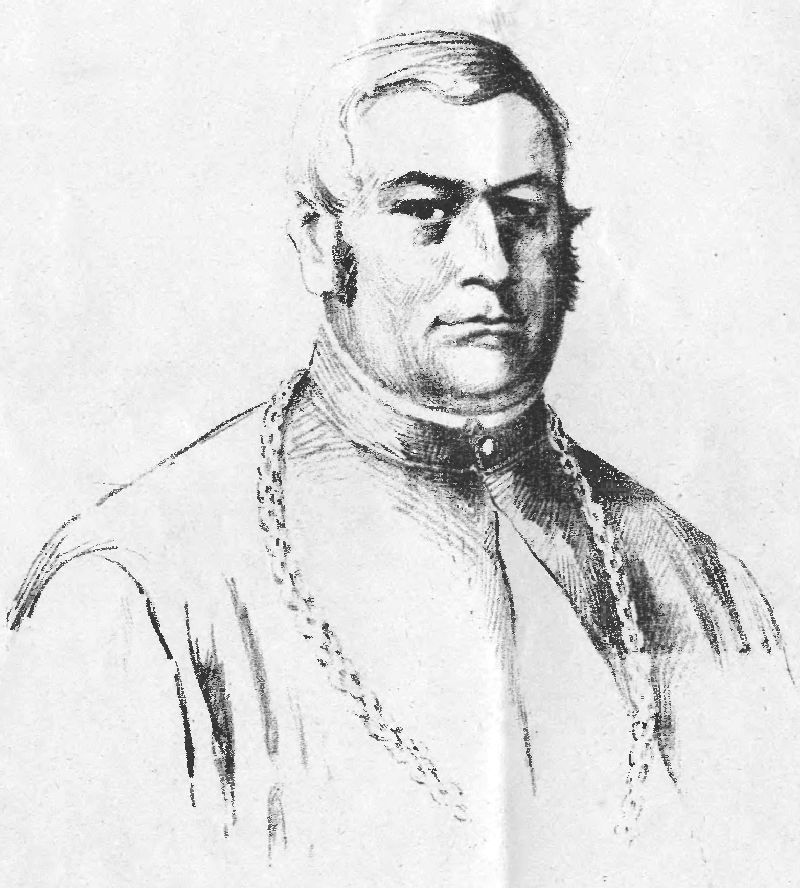
Bernhard Bogedain

Bernhard Bogedain (auch Bernard Jakób Bogedain; * 11. September 1810 in Fröbel, Landkreis Glogau, Provinz Schlesien; † 17. September 1860 in Pless, Kreis Pleß) war ein römisch-katholischer Geistlicher und Schulrat. Von 1858 bis zu seinem Tod 1860 war er Weihbischof und Domherr in Breslau.

## Leben
Seine Eltern, die eine Landwirtschaft in Fröbel bei Glogau besaßen, waren Johann Joseph Bogedain und Anna Rosina, geb. Gottlieb. Bernhard Bogedain besuchte das katholische Gymnasium in Glogau, das er 1831 mit dem Abitur abschloss. Anschließend studierte er von 1831 bis 1833 Katholische Theologie an der Universität Breslau. Da sein Onkel Zisterzienser des Klosters Obra war, trat Bogedain im Herbst 1833 in das Erzbischöfliche Priesterseminar in Posen ein. Dort empfing er am 22. Juni 1834 die Priesterweihe und wirkte anschließend als Seelsorger in Grätz und ab 1835 in Bromberg, wo er daneben als Religionslehrer arbeitete. 1837 wurde er vom Regierungsbezirk Posen als Religionslehrer am Lehrerseminar eingestellt. Dieses befand sich in den Räumen des ehemaligen Klosters Paradies in Schwiebus. 1840 wurde er zu dessen Direktor ernannt. 1844 wechselte er als Regierungs- und Schulrat nach Posen. 1848 kehrte er nach Schlesien zurück und wurde vom Regierungsbezirk Oppeln in Oppeln als Schulrat eingestellt. Um den Kindern aus polnischsprachigen Familien einen besseren beruflichen Aufstieg zu ermöglichen, setzte er sich für bilingualen (deutsch und polnisch) Unterricht ein. Als auf Drängen des Breslauer Generalvikariats 1849 das zweite katholische Lehrerseminar im oberschlesischen Peiskretscham eröffnet werden konnte, stellte Schulrat Bogedain Lehrer aus dem Großherzogtum Posen ein, damit sie den Lehramtskandidaten die hochpolnische Sprache vermittelten. Von Teilen der deutschen Bevölkerung wurde er deshalb angefeindet. Unterstützt wurde er vom Breslauer Bischof, der sich, im Gegensatz zu den staatlichen Stellen bemühte, die Verwendung des Polnischen im Unterricht durchzusetzen. Da die polnischsprachige Bevölkerung fast durchweg katholisch war, verlangte das Bistum Breslau von allen Lehrern in polnischsprachigen Gebieten, dass sie sowohl deutsch als auch polnisch unterrichteten. Bogedain und andere Pädagogen und Priester forderten die zweisprachige Volksschule, die Anwendung der polnischen Schriftsprache, außerdem polnischen Sprachunterricht auf dem Lehrerseminar, den Gymnasien und an der einzigen schlesischen Universität Breslau.
Am 21. Dezember 1857 wurde Bernhard Bogedain zum Weihbischof in Breslau sowie zum Titularbischof von Hebron ernannt. Zugleich erhielt er ein Kanonikat an der Breslauer Kathedrale. Die Bischofsweihe durch den Gnesen-Posener Erzbischof Leo von Przyluski unter Assistenz des Breslauer Fürstbischofs Heinrich Förster und des Gnesen-Posener Weihbischofs Franz Stefanowicz erfolgte am 9. Mai 1858 im Breslauer Dom. In Anerkennung seiner Verdienste um die Lehrerbildung verlieh ihm der preußische König Wilhelm II. den Roten Adlerorden.
Bernhard Bogedain starb am 17. September 1860 in Pleß, wo er sich anlässlich einer Visitationsreise befand. Dort wurde er drei Tage später am Kirchfriedhof von St. Hedwig beigesetzt.